# Diocesi di Neapoli di Isauria
La diocesi di Neapoli di Isauria (in latino Dioecesis Neopolitana in Isauria) è una sede soppressa del patriarcato di Antiochia e una sede titolare della Chiesa cattolica.

## Storia
Neapoli di Isauria, forse identificabile con le rovine di Kannideli Fol nell'odierna Turchia, è un'antica sede episcopale della provincia romana di Isauria nella diocesi civile d'Oriente. Faceva parte del patriarcato di Antiochia ed era suffraganea dell'arcidiocesi di Seleucia, come attestato da una Notitia episcopatuum del patriarcato datata alla seconda metà del VI secolo.
Per un certo periodo, dopo l'occupazione araba di Antiochia, l'Isauria fu annessa al patriarcato di Costantinopoli. La diocesi di Neapoli appare nelle Notitiae Episcopatuum di questo patriarcato nel IX, nel X e nel XIII secolo.
La sede non è menzionata da Michel Le Quien nell'opera Oriens Christianus e nessuno dei suoi vescovi è noto.
Dal 1933 Neapoli di Isauria è annoverata tra le sedi vescovili titolari della Chiesa cattolica; la sede finora non è mai stata assegnata.